# Federico Petrucci
Pour les articles homonymes, voir Petrucci.
Federico Petrucci (en latin, Fredericus Petrucius) (né à Sienne dans la dernière décennie du XIIIe siècle et mort en 1348 dans la même ville) est un jurisconsulte et un universitaire italien du XIVe siècle.

## Biographie
Fils de Petruccio di Cambio et de Panchina, Federico Petrucci appartenait à une famille qui avec la génération de son père et la sienne s'affirme comme l'une des plus prestigieuses sur la scène politique et économique de la ville de Sienne.
Il entreprend des études de droit canon à l'université de Bologne entre 1311 et 1317.
Le 29 septembre 1321, il commence à enseigner le droit canon à l'université de Sienne.
En 1333, il s'installe à Pérouse, où il a obtenu une chaire à l'université. Il y compte parmi ses élèves Balde de Ubaldis.
En 1343, Federico Petrucci demande et obtient du pape Clément VI l'autorisation d'entrer dans l'Ordre bénédictin.
Il meurt en 1348, lors de la Grande peste.  

## Œuvres
- Disputationes, quaestiones et consilia
- Tractatus super permutatione beneficiorum (1339)
  - (la) De permutatione beneficiorum, Napoli, Tipografo del Nicolaus de Lyra, Quaestiones, 1475 (lire en ligne)